# La rivista dalmatica
La rivista dalmatica je talijanski iredentistički časopis za književnost. U početku je izlazio u Hrvatskoj, a poslije u Italiji.
Osnovan je u Zadru. Pokrenuli su ju 1899. godine Roberto Ghiglianovich i Luigi Ziliotto. Piše s talijanskih iredentističkih pozicija. Za Rivistu su pisali Nikola Tommaseo, Enzo Betizza, Diego de Castro, Claudio Magris, Anđeliko Alačević, Giuseppe Sabalich i dr.
Izlazi tromjesečno. Nije izlazio od 1910. do 1921. godine. Izlaženje je reaktivirao Enrico Schönfeld.  List nije izlazio od 1944. do 1952. Designaciju je izmijenio 1980. godine.